# CORE Impact Pro
CORE Impact Pro is een softwarepakket dat is uitgebracht door Core Security Technologies en dat gebruikt wordt voor de beveiliging van computers en netwerken. Het pakket kan penetratietests uitvoeren bij zowel draadloze als bedrade systemen, mobiele systemen en applicaties zoals webapplicaties. Veelal wordt aan CORE Impact Pro kortweg gerefereerd als CORE Impact of Impact Pro.
CORE Impact Pro werkt met een grafische gebruikersinterface, en is gebruiksvriendelijk. De handelingen die voorheen handmatig werden gedaan door beveiligingsmedewerkers, zijn grotendeels geautomatiseerd, waarbij het uitvoeren van een aanval met enkele muisklikken kan plaatsvinden. Het softwarepakket kan diverse aanvallen uitvoeren, zoals aanvallen op webapplicaties, draadloze netwerken, het kan trachten veel rechten te krijgen op een systeem (administrator of root-rechten), het kan informatie ontvreemden van systemen en over de aanvallen en kwetsbaarheden rapporten genereren. Nadat een test is gedaan en een systeem beveiligd is door middel van het aanbrengen van patches, kan CORE Impact Pro de beveiliging ervan vervolgens opnieuw testen.
De gebruiker van CORE Impact Pro heeft de keuze, om penetratietests volledig geautomatiseerd uit te voeren, of hier meer controle over uit te oefenen. Het volledig automatisch uitvoeren van een penetratietest heet RPT of Rapid Penetration Testing. Voordeel van RPT is, dat het eenvoudig uit te voeren is, een nadeel ervan is, dat het veelal verkeerde resultaten kan opleveren, bijvoorbeeld als het besturingssysteem verkeerd gedetecteerd is, of omdat het te eenvoudig te detecteren is door bijvoorbeeld een Intrusion Detection System.
CORE Impact Pro adresseert behalve de beveiliging van servers ook die van systemen van eindgebruikers, zoals werkstations en laptops. Indien een werkstation met een trojan of rootkit is geïnfecteerd, kan een aanvaller vervolgens veelal van binnenuit servers van een organisatie aanvallen. Het onderzoeken op virusinfecties, controleren of de programma's op een systeem niet verouderd zijn, en het treffen van maatregelen tegen phishing zijn voorbeelden hoe het softwarepakket de beveiliging van dit soort systemen kan adresseren. Deze systemen kunnen verschillende besturingssystemen gebruiken, zoals Windows en Linux.
Het softwarepakket kan gebruikmaken van informatie van andere beveiligingssoftware, zoals nmap, Nessus, Metasploit en Retina. Het kan ook programma's hiervan aanroepen, als de gebruiker dat wenst.
CORE Impact Pro ondersteunt de scripttaal Python. De gebruiker kan in Python macro's aanmaken of aanpassen, waarmee veel voorkomende handelingen geautomatiseerd kunnen worden. Verder kunnen in XML moduledefinities worden geformuleerd, die samen met Pythonscripts modules vormen. Het op maat maken van dit soort modules is optioneel, men kan het pakket gebruiken zonder ooit modules aan te maken of aan te passen.
In vergelijking met andere softwarepakketten die penetratietests kunnen uitvoeren zoals Metasploit en Canvas is CORE Impact Pro een duur softwarepakket.